# Torre Archirafi
Torre Archirafi (Turri en sicilien) est une frazione de la commune de Riposto dans la province de Catane en Sicile (Italie), un petit village de charme, en bord de mer situé au sud de Riposto et commune à partir du bord de mer Edoardo Pantano.

## Monuments historiques
- Palazzo dei Principi Natoli

## Personnalités

### Communes limitrophes
Acireale, Giarre, Mascali